# Calyptrochaeta microblasta
Calyptrochaeta microblasta là một loài rêu trong họ Daltoniaceae. Loài này được Broth. B.C. Tan & H. Rob. mô tả khoa học đầu tiên năm 1990.